# Liste der Naturschutzgebiete im Landkreis Tuttlingen
Im Landkreis Tuttlingen gibt es 27 Naturschutzgebiete. Für die Ausweisung von Naturschutzgebieten ist das Regierungspräsidium Freiburg zuständig. Nach der Schutzgebietsstatistik der Landesanstalt für Umwelt, Messungen und Naturschutz Baden-Württemberg (LUBW)  stehen 2.596,27 Hektar der Landkreisfläche unter Naturschutz, das sind 3,54 Prozent.
| Name                          | Bild | Kennung               | Einzelheiten | Position | Fläche Hektar | Datum         |
| ----------------------------- | ---- | --------------------- | --- | -------- | ------------- | ------------- |
| Unterhölzer Wald              |      | 3.019 WDPA: 82757     | Bad Dürrheim, Donaueschingen, Geisingen Ehemaliger Wildpark auf der Baar, im Bereich des Braunen Jura mit 300- bis 400-jährigen Eichen; im Südwesten Flachmoor (Birkenried) mit reicher Flora; Unterhölzer Weiher mit Röhricht aus Schilf und Rohrkolben; Brutgebiet zahlreicher Wasservögel und Rastplatz für Zugvögel. | ⊙        | 633,4         | 25. Juli 1969 |
| Hintelestal                   |      | 3.081 WDPA: 81881     | Kolbingen Kleines Seitental der Donau auf der Schwäbischen Alb im Weißen Jura; steile, stellenweise felsige Talhänge, bestockt mit Hangbuchen- und Schluchtwäldern. | ⊙        | 19,0          | 20. Dez. 1989 |
| Irrendorfer Hardt             |      | 3.082 WDPA: 82006     | Irndorf Alte Hardtlandschaft auf dem Großen Heuberg im Gebiet des Weißen Jura; offene Grasflächen mit lichtem Baumbestand aus Birken, Eichen, Buchen und Fichten, Mehl- und Vogelbeerbäumen; kleine Erdfälle. | ⊙        | 104,8         | 14. Feb. 1938 |
| Dürbheimer Moos               |      | 3.084 WDPA: 81565     | Balgheim, Dürbheim Abgetorftes ehemaliges Hochmoor und ausgedehnte Feuchtwiesen; offene Wasserflächen mit Schlamminseln, Schwingrasen und Seggenbulten, Schilfröhrichte, Seggenriede, Kohldistelwiesen und Feuchtbrachen; ein wertvoller Lebensraum für zahlreiche seltene Vogel-, Libellen- und Schmetterlingsarten. | ⊙        | 63,9          | 19. Sep. 1994 |
| Höwenegg                      |      | 3.128 WDPA: 81944     | Immendingen Geologisches Dokument der vulkanischen Genese und Lebensraum seltener Pflanzen und Tiere. | ⊙        | 20,7          | 24. Juni 1983 |
| Hohenkarpfen                  |      | 3.138 WDPA: 163746    | Hausen ob Verena Einzigartiges erdgeschichtliches Dokument (Zeugenberg), das in seiner Eigenart und Schönheit von besonderer Bedeutung für die Landschaft der Baar ist. | ⊙        | 13,7          | 19. Okt. 1984 |
| Kraftstein                    |      | 3.156 WDPA: 164219    | Mühlheim an der Donau Landschaftsprägende Wacholderheide; Lebensraum seltener und gefährdeter Tier- und Pflanzenarten- und -gesellschaften; größte Wacholderheide des Regierungsbezirks Freiburg. | ⊙        | 59,7          | 5. März 1986  |
| Buchhalde-Oberes Donautal     |      | 3.171 WDPA: 162615    | Fridingen an der Donau, Mühlheim an der Donau Erd- und landschaftsgeschichtliches Dokument von besonderer Eigenart und Schönheit; Lebensraum einer großen Anzahl seltener, gefährdeter und zum großen Teil vom Aussterben bedrohter Pflanzen- und Tierarten und gefährdeter Pflanzengesellschaften. | ⊙        | 302,6         | 20. Dez. 1989 |
| Simonstal                     |      | 3.193 WDPA: 165579    | Irndorf Reich strukturiertes Tal mit einem Mosaik aus verschiedenen Typen von Magerrasen, Brachen, Bergfettwiesen, Steinriegelhecken, größeren Feldgehölzen und Einzelbäumen. | ⊙        | 46,2          | 23. Aug. 1993 |
| Triebhalde                    | BW   | 3.196 WDPA: 165946    | Mühlheim an der Donau Durch jahrhundertelange Nutzung geprägter Landschaftsteil mit Wacholderheiden, Magerrasen und landschaftsprägenden Einzelbäumen; Lebensraum für eine Vielzahl seltener und geschützter Tiere und Pflanzen. | ⊙        | 9,2           | 29. Nov. 1993 |
| Galgenberg                    |      | 3.203 WDPA: 333066    | Mühlheim an der Donau Vom Menschen durch jahrhundertelange extensive Nutzung geprägter Landschaftsteil mit trockenheitliebenden Pflanzen und Tieren; Wacholderheiden, Magerrasen, Hochstaudensäume, landschaftsprägende Einzelbäume, Hecken und orchideenreicher Laubmischwald. | ⊙        | 12,9          | 19. Dez. 1994 |
| Grasmutter                    |      | 3.210 WDPA: 163307    | Dürbheim Durch jahrhundertelange Schafbeweidung geprägte Landschaft von besonderer Eigenart und Schönheit; Lebensraum einer wärme- und trockenheitliebenden Flora und Fauna mit einer Vielzahl seltener und geschützter Arten. | ⊙        | 10,1          | 12. Juni 1995 |
| Klippeneck                    |      | 3.220 WDPA: 164144    | Denkingen Natürlich waldfreier Sonderstandort am Albtrauf, in dem sich Reste einer Reliktflora aus der nacheiszeitlichen Wärmezeit halten konnten; landschaftsgeschichtliches Dokument und lebendes Dokument der Vegetationsgeschichte; Lebensraum einer Vielzahl seltener und gefährdeter Pflanzen- und Tierarten und Pflanzengesellschaften. | ⊙        | 9,2           | 22. Apr. 1996 |
| Stettener Halde               | BW   | 3.223 WDPA: 165737    | Mühlheim an der Donau Wacholderheide, Lebensraum für eine Vielzahl seltener und geschützter, auf offenes und extensiv genutztes Gelände angewiesener wärme- und trockenheitliebender Tiere und Pflanzen; vom Menschen durch jahrhundertelange Nutzung geprägter Landschaftsteil mit Magerrasen, Wacholdern und landschaftsprägenden Einzelbäumen und Gebüschgruppen. | ⊙        | 8,3           | 14. Mai 1996  |
| Alter Berg                    |      | 3.231 WDPA: 162111    | Böttingen Vom Menschen geprägtes, reich strukturiertes Gebiet mit Wacholderheiden, Magerrasen, Lesesteinriegeln, Hecken und lichten Weidewäldern; Lebensraum für eine Vielzahl, auf extensiv genutztes Grünland angewiesene Tier- und Pflanzenarten. | ⊙        | 45,4          | 17. Dez. 1996 |
| Hüttenberg                    |      | 3.251 WDPA: 318582    | Bärenthal Einzigartiges erd- und landschaftsgeschichtliches Dokument mit landschaftsprägenden Felsbildungen; Standort seltener Pflanzengesellschaften wie Seggen-Buchenwälder, Blaugras-Buchenwälder, Schlucht- und Blockschuttwälder, Blaugrashalden, Felsfluren und Magerrasen; Lebensraum für eine Vielzahl seltener und gefährdeter Pflanzen- und Tierarten. | ⊙        | 37,1          | 23. März 1999 |
| Galgenwiesen                  |      | 3.253 WDPA: 318421    | Bärenthal, Egesheim, Nusplingen Vielfältig strukturiertes Gebiet mit Groß- und Kleinseggenrieden, naturnahen Fließgewässern, Altwässern, extensiven Mähwiesen, Röhrichtbeständen, Magerrasen, Wiesenbrachen, Staudenfluren, natürlichen und naturnahen Waldpartien, die es zu erhalten, pflegen und verbessern gilt; kulturhistorisch und ästhetisch bedeutendes Landschaftselement. Die naturnahen Talräume stellen mit ihren Fließgewässern und ausgedehnten Feuchtgebieten in den Auen und den daran anschließenden Hangzonen mit ihren Quellbereichen und durch Trockenheit geprägten Flächen einen Verbund unterschiedlichster Biotoptypen dar, die sich durch hohe Artenvielfalt auszeichnen. | ⊙        | 28,0          | 1. Dez. 1999  |
| Schloßhalde-Mannsteighalde    |      | 3.257 WDPA: 82529     | Wehingen Traufwälder der Hohen Schwabenalb mit Mergelrutschhalden, Felsbildungen, reliktischen Pflanzengesellschaften und wertvollen Waldgesellschaften als Lebensraum für eine Vielzahl seltener, überwiegend alpigener, zum Teil stark gefährdeter Pflanzenarten, sowie seltener Tierarten, mit teilweise nur wenig genutzten, reich strukturierten Wäldern und reliktischen Pflanzengesellschaften. | ⊙        | 55,7          | 31. Okt. 2000 |
| Ortenberg                     |      | 3.258 WDPA: 318920    | Deilingen Für das Traufgebiet der Hohen Schwabenalb repräsentativer Hangabschnitt mit Mergelrutschhalden, Felsbildungen, reliktischen Pflanzengesellschaften und wertvollen Waldgesellschaften; als Lebensraum für eine Vielzahl seltener, überwiegend alpigener, z. T. stark gefährdeter Pflanzenarten, sowie seltener Tierarten; mit teilweise nicht genutzten, oft nur extensiv bewirtschafteten, reich strukturierten Wäldern und reliktischen Wildgrasfluren. | ⊙        | 71,5          | 16. Jan. 2001 |
| Stäudlin-Hornenberg           | BW   | 3.263 WDPA: 319136    | Immendingen Für die Grenze zwischen Braunjura und Weißjura repräsentativer Hangabschnitt mit schützenswerten Grünlandgesellschaften, Gebüschen, Säumen, Waldrändern und Waldgebieten; Lebensraum für eine Vielzahl seltener zum Teil stark gefährdeter Tier- und Pflanzenarten; extensiv genutzter Hangbereich mit lichten, wärmeliebenden Wäldern und Magerrasen; artenreiche Tierbestände und ihre Lebensräume sowie solcher Arten und Lebensräume, die Teil des Europäischen ökologischen Netzes Natura 2000 sind. | ⊙        | 62,8          | 2. Dez. 2002  |
| Stiegelesfels-Oberes Donautal |      | 3.271 WDPA: 82645     | Buchheim, Fridingen an der Donau Felsenreiche und bewaldete Steilhänge des oberen Donautals sowie die Donau mit dem Talgrund und ein Wiesengebiet auf der Hochfläche. Schutzzweck ist die Erhaltung und Entwicklung eines Teils der Kernzone des Durchbruchtals der Oberen Donau als einzigartiges erd- und landschaftsgeschichtliches Dokument von außerordentlicher landschaftlicher Schönheit und Eigenart; als Lebens- und Rückzugsraum für eine Vielzahl seltener, überwiegend alpigener, zum Teil stark gefährdeter Pflanzenarten, Pflanzengesellschaften und Tierarten und als Gebiet von europaweiter Bedeutung (FFH- und Vogelschutzgebiet). An besonderen Arten kommen Eisvogel, Uhu, Hohltaube, Wanderfalke, Neuntöter, Gänsesäger, Rotmilan, Schwarzmilan, Berglaubsänger, Schwarzspecht, Alpenbock, Groppe, Spanische Flagge, Großes Mausohr, Grünes Besenmoos und Frauenschuh vor. | ⊙        | 342,2         | 26. Juli 2005 |
| Albtrauf Baar                 |      | 3.280 WDPA: 555514011 | Bad Dürrheim, Geisingen, Immendingen Reich strukturiertes Mosaik aus naturnahen und kulturbetonten Flächen, mit hervorragend ausgebildeten Magerrasen, Waldsäumen, Gebüschen, natürlich waldfreien Rutschhalden, naturnahen Laubwäldern und lichten, artenreichen Nadelwäldern unterschiedlicher Ausprägung | ⊙        | 365,3         | 27. Mai 2010  |
| Schopfeln-Rehletal            |      | 3.281 WDPA: 555546331 | Immendingen, Engen Mosaik lichter und artenreicher Nadel- insbesondere Kiefernwälder, Binnensäume und Reliktstandorte sowie Magerrasen und -wiesen. Überregional bedeutsames Frauenschuhvorkommen. Lebensraum zahlreicher gefährdeter, zum Teil vom Aussterben bedrohter Tier- und Pflanzenarten. | ⊙        | 172,9         | 10. Nov. 2011 |
| Trobenholz-Vogelbühl          |      | 3.587 WDPA: 555588639 | Bärenthal, Irndorf Überdurchschnittlich artenreiche Magerwiesen, Magerrasen sowie Saumgesellschaften mit überregional oder gar landesweit bedeutsamen Arten. | ⊙        | 78,3          | 24. Juli 2014 |
| Feuchtwiesen Schwandorf       |      | 3.589 WDPA: 555638569 | Neuhausen ob Eck, Sauldorf Mosaik zusammenhängender, überwiegend extensiv genutzter, feuchter und frischer Grünlandgesellschaften und strukturreiches Gebiet mit Gehölzinseln sowie landschaftsprägenden Bachauen, Rieden und Hochstaudenfluren. | ⊙        | 114,3         | 12. Jan. 2017 |
| Mühlebol-Wolfental            |      | 3.591 WDPA: 555632783 | Emmingen-Liptingen, Immendingen, Engen Ungewöhnliche Komplexe unterschiedlichster Lebensräume in landschaftlich prominenter Lage nahe dem höchsten Punkt der Hegaualb. | ⊙        | 90,3          | 19. Okt. 2018 |
| Bächetal                      | BW   | 3.592 WDPA: 555737192 | Tuttlingen, Wurmlingen Naturschutzgebiet aus einem Mosaik einer dynamischen Bachaue und zusammenhängender, überwiegend feuchter und frischen Auenlebensräume; strukturreiche Tallandschaft mit Feuchtgebieten, Gehölzbeständen, artenreichen Wiesen und Magerrasen; Lebensraum zahlreicher gefährdeter, zum Teil vom Aussterben bedrohter Tier- und Pflanzenarten; Lebensraum großer Libellen- und Amphibienpopulationen. | ⊙        | 71,1          | 30. Juli 2021 |
| Lupfen                        |      | 3.598                 | Talheim Weißjura-Zeugenberg mit bewaldeter Kuppe und halboffene Hanglagen mit Hecken, Streuobstwiesen, Wacholderheiden, Wiesen und Weiden. | ⊙        | 107,1         | 8. Feb. 2024  |
| Legende für Naturschutzgebiet |      |                       | |          |               |               |